# Mooney Acclaim
Die Mooney M20TN Acclaim des US-amerikanischen Flugzeugherstellers Mooney ist ein SEP (Single Engine Piston Aircraft) mit Turbolader. Die Acclaim, die zur Mooney-M20-Reihe gehört, ist das schnellste in Serie gebaute einmotorige Flugzeug mit Einziehfahrwerk. Die Konkurrenten der Mooney Acclaim sind die Columbia 400 und die Cirrus SR22.

## Technische Daten
| Kenngröße             | Daten               |
| --------------------- | ------------------- |
| Besatzung             | 1                   |
| Passagiere            | 3                   |
| Länge                 | 8,19 m              |
| Spannweite            | 11,125 m            |
| Höhe                  | 2,36 m              |
| Nutzlast              | 500 kg              |
| Startmasse            | 1500 kg             |
| Höchstgeschwindigkeit | 440 km/h (237 kts)  |
| Dienstgipfelhöhe      | 25.000 ft (7.600 m) |
| Reichweite            | 1.445 nm (2.676 km) |